# François Gérard (acteur)
Pour les articles homonymes, voir François Gérard (homonymie) et Gérard.
François Gérard, né 
le 16 juin 1976 à Toulouse, est un acteur, réalisateur, producteur, scénariste et compositeur français.

## Biographie
issue d'une famille d’origine algérienne, François Gérard est un enfant de la DDASS : il a bénéficié de l'aide sociale à l'enfance et a vécu dans différents établissements de cet organisme. Il a passé son bac au lycée polyvalent du Mirail et a étudié le droit pendant deux ans à l'université Toulouse-I-Capitole. Il a  été également joueur de football au Labège Football Club.
S'intéressant en autodidacte au cinéma, il a joué dans quatre films : en 1994, L'Heure légale, en 1996, Les Feuilles d'or, en 2000, Meet the Baltringues (sélectionné au 22e festival  Cinemed de Montpellier en compétition officielle en 2000), et son film Voyage sans retour sorti le 11 septembre 2013 sur les écrans français. 
La façon de présenter ce film a été critiquée par un des acteurs principaux, Samy Naceri. François Gérard a entamé une action judiciaire pour faire cesser cette remise en cause et les interprétations de cet acteur, mais a été débouté,,.